# Volkersbach
Der Volkersbach ist ein rechter und nördlicher Zufluss der Heller bei Neunkirchen im südlichen Siegerland. 

## Geographie

### Verlauf
Der Volkersbach entspringt etwa 800 m westlich des Bautenbergs und südlich von Wilden, fließt in westlicher und dann in südwestlicher Richtung das Tal hinab. Nach etwa zwei Kilometern trifft der genauso lange, größte Zufluss, der Bahlenbachseifen, auf den Volkersbach. Nördlich von Wiederstein mündet der Bach in die Heller. 

### Einzugsgebiet
Das 5,6 km² große Einzugsgebiet des Volkersbachs liegt im Siegerland und wird über Heller, Sieg und Rhein zur Nordsee entwässert.
Es grenzt 
- im Norden an den Wildenbach
- und im Süden an den Gilsbach.

Das Einzugsgebiet ist gänzlich unbebaut und wird für Land- und Forstwirtschaft genutzt.

### Zuflüsse
| Name             | Länge   | Seite  | Quellhöhe    | Mündungshöhe |
| ---------------- | ------- | ------ | ------------ | ------------ |
| Zufluss          | 0,09 km | rechts | 410 m ü. NHN | 402 m ü. NHN |
| Zufluss          | 0,18 km | links  | 412 m ü. NHN | 397 m ü. NHN |
| Zufluss          | 0,27 km | links  | 380 m ü. NHN | 342 m ü. NHN |
| Zufluss          | 0,11 km | rechts | 355 m ü. NHN | 340 m ü. NHN |
| Zufluss          | 0,30 km | links  | 385 m ü. NHN | 332 m ü. NHN |
| Bahlenbachseifen | 3,21 km | links  | 465 m ü. NHN | 301 m ü. NHN |

### Berge in der Umgebung
- Bautenberg (512,9 m, Quellgebiet)
- Schelenberg (421,7 m, links)
- Leyenkopf (431,5 m, rechts)
- Rassberg (417,8 m, rechts)